# Charles de Broqueville
Charles Marie Pierre Albert graaf de Broqueville (Postel, 4 december 1860 - Brussel, 5 september 1940) was de Belgische kabinetsleider tijdens de Eerste Wereldoorlog (van 17 juni 1911 tot 1 juni 1918) en eerste minister van 22 oktober 1932 tot 20 november 1934. Hij was lid van de Katholieke Partij.
Hij was eerst baron en werd vervolgens graaf.

## Biografie

### Familie
Charles de Broqueville stamde uit een oud adellijk geslacht uit de Franse Gascogne. Hij was een zoon van graaf Stanislas de Broqueville (1830-1919) en Claire de Briey (1832-1876). Zijn grootvaders waren baron Stanislas de Broqueville, provincieraadslid van Oost-Vlaanderen en Antwerpen, en graaf Camille de Briey, industrieel, senator, minister en diplomaat.
Hij trouwde in 1885 in Brussel met Berthe d'Huart (1864-1937), dochter van baron Alfred d'Huart, senator, provincieraadslid van Namen en burgemeester van Sovet. Ze was een kleindochter van de staatsmannen Edouard d'Huart en Jules Malou. Ze kregen vijf zoons en een dochter, met afstammelingen tot heden. Via het huwelijk kreeg hij verdere contacten met de politiek en verruimde hij ook zijn financiële mogelijkheden als grondeigenaar.
Hij ontving privéonderwijs van priester Charles Simon, de latere hofaalmoezenier van koning Leopold II, en leerde ook Nederlands.

### Loopbaan
Van 1886 tot 1892 zetelde hij in opvolging van zijn vader in de provincieraad van Antwerpen en van 1893 tot 1921 was hij gemeenteraadslid van Mol. Voor de wetgevende verkiezingen van juni 1892 kreeg hij een plaats op de katholieke lijst in het arrondissement Turnhout nadat Alphonse Nothomb werd opzijgezet. Van juli 1892 tot 1919 zetelde hij voor het arrondissement Turnhout in de Kamer van volksvertegenwoordigers, waarna hij van 1919 tot 1936 in de Senaat zetelde: van 1919 tot 1925 als provinciaal senator voor Namen en van 1925 tot 1936 als gecoöpteerd senator. In zijn beginjaren als volksvertegenwoordiger werd De Broqueville beschouwd als iemand van de jonge rechterzijde, maar hij was niet echt een christendemocraat. Hij moet eerder gezien worden als een soort centrumfiguur tussen enerzijds christendemocraten als Joris Helleputte, Arthur Verhaegen en Frans Schollaert en anderzijds conservatieven als Charles Woeste.
Van 1910 tot 1912 was hij minister van Spoorwegen, Post en Telegraaf en van juni 1911 tot mei 1918 was hij regeringsleider. Van november 1912 tot augustus 1917 was hij bovendien minister van Oorlog, van augustus 1917 tot januari 1918 minister van Buitenlandse Zaken en van januari tot mei 1918 minister van Nationaal Herstel. Het was onder zijn impuls dat de wet op de persoonlijke dienstplicht in 1913 door het parlement werd goedgekeurd.
Tijdens de Eerste Wereldoorlog was De Broqueville veel meer bereid tot toegevingen aan de Vlaamsgezinden dan koning Albert I om zo de Belgische staatsstructuur op termijn veilig te stellen. In de loop van 1915 en 1916 probeerde hij de Vlaamse gemoederen te bedaren met enkele beloften die na de oorlog zouden uitgevoerd worden, onder andere betreffende de vernederlandsing van de Rijksuniversiteit Gent en verbeteringen in het normaal- en lager onderwijs. Dit stootte echter op het veto van koning Albert I en verschillende ministers, waardoor hij enkel de vage belofte deed om de Vlamingen volledige gelijkheid te geven. Vanaf 1916 werd de Broqueville steeds meer geconfronteerd met de onrust van de Vlaamse soldaten aan het IJzerfront. Op 13 januari 1916 verzond hij een eerste circulaire waarin hij aandrong op de correcte toepassing van de taalwet van 1913 en waarin hij de officieren aanspoorde om met de soldaten in hun eigen moedertaal te communiceren. Daar kwam echter weinig van terecht wegens de tegenstand van koning Albert I en de legerleiding.
In de loop van 1917 nam de agitatie aan het front bij de Vlaamsgezinden gevoelig toe, wat tot de oprichting van de Frontbeweging leidde. Hoewel de Broqueville zich op 4 augustus 1917 als minister van Oorlog liet vervangen door Armand De Ceuninck, de vleugeladjudant van koning Albert I, bleef hij proberen een matigende invloed uit te oefenen. Via Léon Van der Essen, sinds augustus 1917 hoofd van zijn politieke kabinet, nam De Broqueville discreet contact op met de Frontbeweging en met prominente Vlaamsgezinden zoals Frans Van Cauwelaert. Tegen gewone Vlaamsgezinde militairen werden maatregelen genomen, maar de leiders van de Frontbeweging en hun beschermheren werden ongemoeid gelaten. De Vlaamsgezinde krant Ons Vaderland werd gecensureerd, maar werd niet verboden. Toen de krant eind 1917 in zware moeilijkheden verkeerde, benaderde Léon Van der Essen in opdracht van De Broqueville de redactie.
Begin 1918 zocht De Broqueville openlijk toenadering tot de Vlaamsgezinden om zo de steun te verwerven van de gematigd Vlaamsgezinde ministers in zijn regering. Op de Kroonraad van 1 februari en 20 maart 1918 pleitte De Broqueville samen met ministers Prosper Poullet, Aloys Van de Vyvere en Joris Helleputte voor de onmiddellijke splitsing van de Belgische legereenheden in Vlaamse en Waalse afdelingen. Ook probeerde hij zijn collega's te overhalen om een regeringsverklaring af te leggen waarin beloofd werd om na de oorlog Nederlandse eentaligheid in het onderwijs, het gerecht en het bestuur te garanderen. Het voorstel van De Broqueville bleef echter opnieuw zonder gevolgen. Zijn gematigde Vlaamsgezinde houding zou mede zijn ontslag als regeringsleider veroorzaken. Zijn toegeeflijkheid leidde tot kritiek bij verschillende ministers. Toen De Broqueville de benoeming van generaal Cyriaque Gillain tot stafchef bekritiseerde, verloor hij definitief de steun van koning Albert I. Omdat hij op die manier geïsoleerd geraakte, nam hij op 24 mei 1918 ontslag als regeringsleider. Op 31 mei 1918 werd hij tot minister van Staat benoemd.
Na de Eerste Wereldoorlog werd zijn opstelling conservatiever. De democratisering die hij zelf voor de oorlog al had voorzien, maakte in zijn eigen kiesarrondissement Turnhout een einde aan de adellijke hegemonie uit de negentiende eeuw. Hij kon zich ook niet vinden in het Vlaamse minimumprogramma van Frans Van Cauwelaert. Van 1919 tot 1925 zetelde hij voor de provincie Namen als provinciaal senator in de Senaat en vervolgens zetelde hij er van 1925 tot 1936 als gecoöpteerd senator.
Ook na de Eerste Wereldoorlog volgde hij een ministeriële loopbaan: van november 1918 tot november 1919 was hij minister van Binnenlandse Zaken in de eerste naoorlogse regering, van 1926 tot 1931 was hij minister van Landsverdediging, van oktober 1932 tot november 1934 was hij een tweede maal eerste minister en in 1932 was hij korte tijd minister van Landbouw en Middenstand.